# Ákos-Daniel Mora
Ákos-Daniel Mora este un politician român, senator în Parlamentul României în mandatul 2012-2016 din partea PNL Mureș.
Pe 11 martie 2014, Agenția Națională de Integritate (ANI) a solicitat  Parlamentului revocarea din funcție a senatorului Ákos-Daniel Mora, în urma stabilirii stării de incompatibilitate a acestuia.